# Gjesdals kommun
Gjesdals kommun (norska: Gjesdal kommune) är en kommun i landskapet Jæren i Rogaland fylke i sydvästra Norge. Kommunens centralort är Ålgård (som utgör en del av tätorten Ålgård/Figgjo).

## Administrativ historik
Gjesdals kommun upprättades den 1 januari 1838 (som Gjæsdal formannskapsdistrikt) när Formannskapslovene från 1837 trädde i kraft. Kommunen omfattade då ett område i den västra delen av nuvarande Gjesdals kommun.
Den 1 januari 1965 gick delar av kommunerna Bjerkreim (Nedre Maudal), Forsand (Frafjord, Dirdal, Byrkjedal, Øvre Maudal och Østabødal) och Høle (Oltesviks krets) upp i Gjesdals kommun. Kommunen ökade då från 3 353 invånare före sammanslagningen till 4 051 invånare efter.
Den 1 januari 1970 överfördes ett obebott område från Time kommun till Gjesdals kommun.
Den 1 januari 1989 överfördes ett annat obebott område (gnr. 32 bnr. 13) från Time kommun till Gjesdals kommun.
Den 1 januari 2013 överfördes ytterligare ett obebott område från Time kommun till Gjesdals kommun.

## Tätorter
I Gjesdals kommun finns tre tätorter:
- Gilja
- Oltedal
- Ålgård/Figgjo (del av, omfattar centralorten Ålgård)

## Socknar
Inom Norska kyrkan är Gjesdals kommun indelad i två socknar:
- Gjesdals socken
- Ålgårds socken

Socknarna ingår i Jærens prosteri i Stavangers stift.

## Bilder

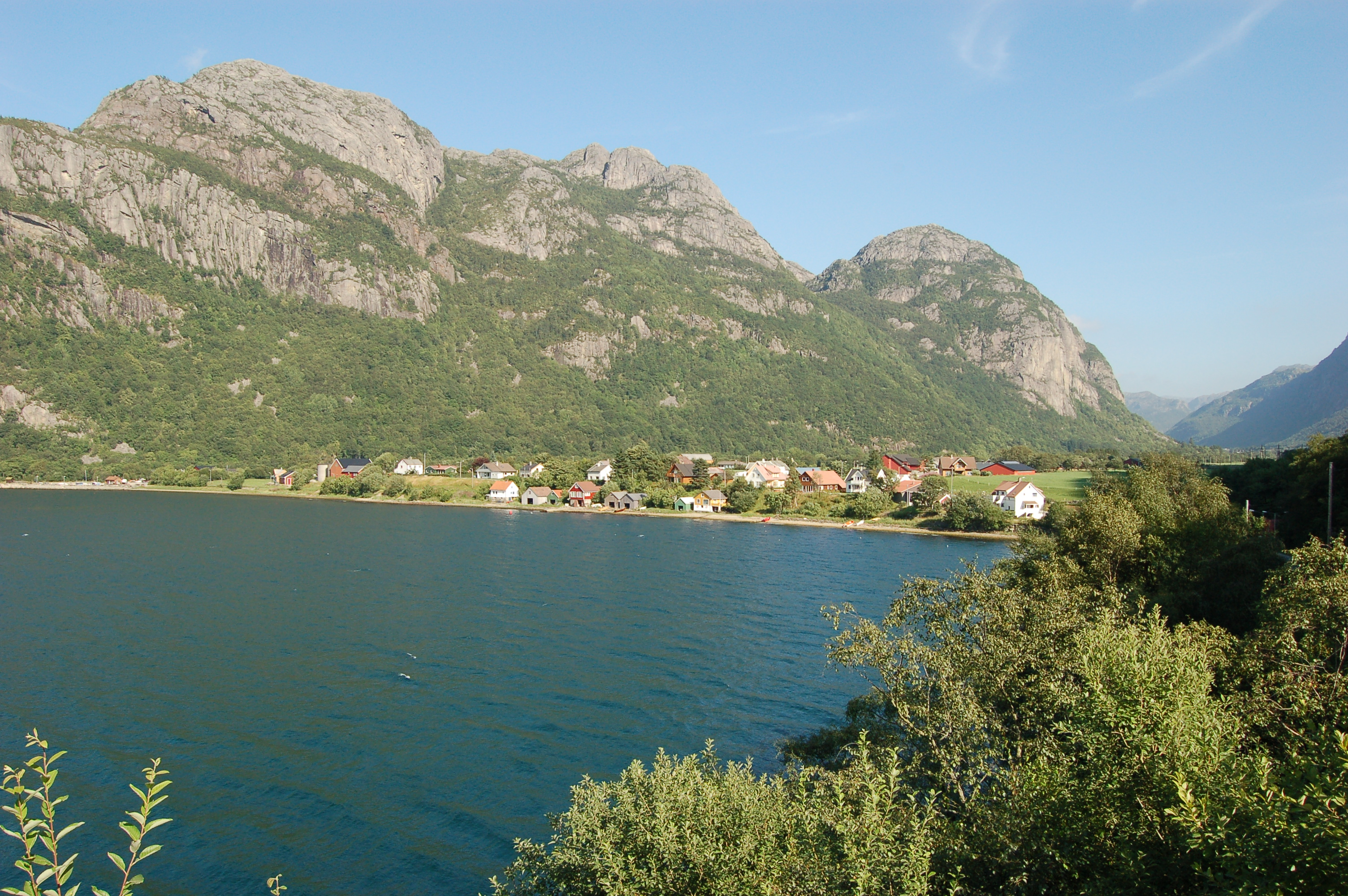
Dirdal.
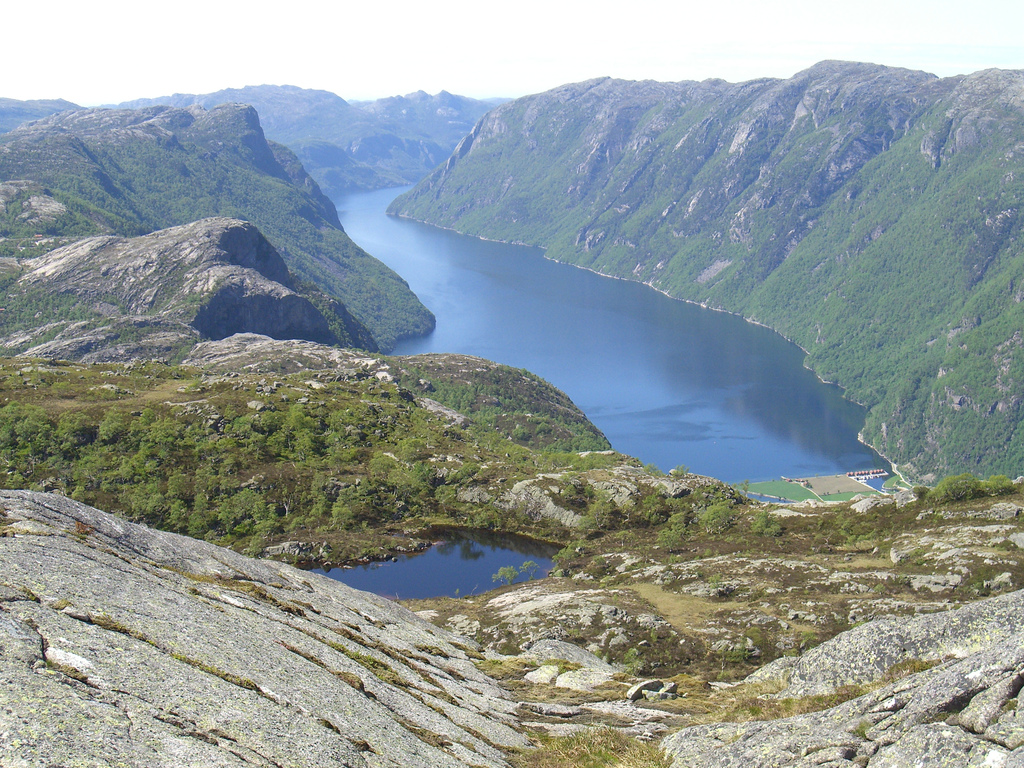
Frafjorden.
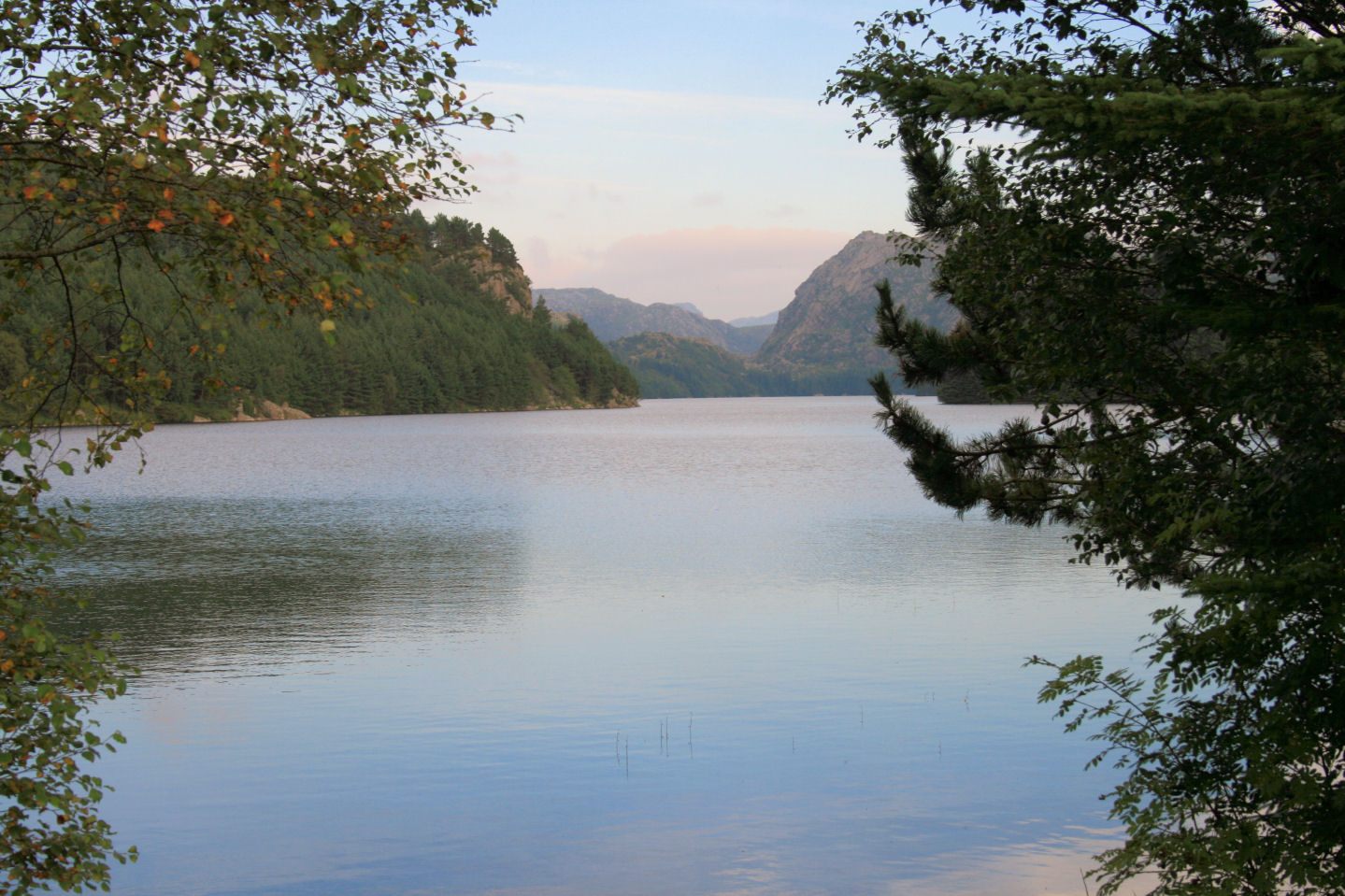
Langavatnet.
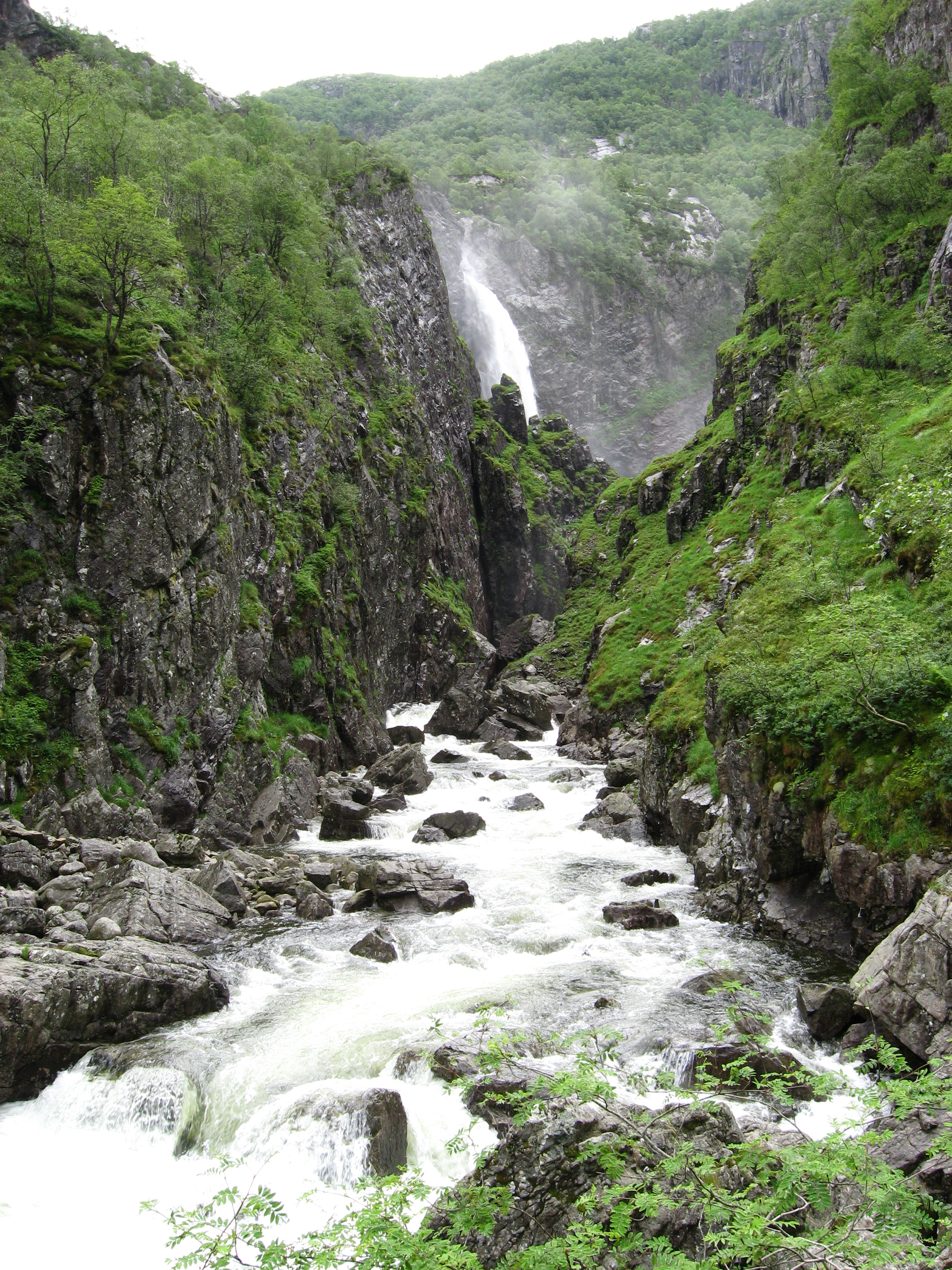
Månafossen.